# 陶化成
陶化成（1942年—），汉族，中华人民共和国政治人物、第十一届全国政协委员。
担任中国兵器工业系统总体部咨询审议委员会委员。2008年，当选第十一届全国政协委员，代表科学技术界，分入第三十组。